# Matecaña nemzetközi repülőtér
A Matecaña nemzetközi repülőtér (spanyol nyelven: Aeropuerto Internacional de Matecaña) (IATA: PEI, ICAO: SKPE) egy nemzetközi repülőtér Kolumbiában Pereira közelében. Éves utasforgalma 2 656 011 fő (2022). Üzemeltetője a Colombian Civil Aviation Authority.

## Légitársaságok és úticélok
2023-ban a Matecaña nemzetközi repülőtérről az alábbi járatok indulnak:
| Légitársaság      | Célállomások                                                                |
| ----------------- | --------------------------------------------------------------------------- |
| American Airlines | Miami                                                                       |
| Avianca           | Bogotá, Cartagena, Medellín–JMC, New York–JFK Szezonális: San Andrés Island |
| Copa Airlines     | Panama City–Tocumen                                                         |
| EasyFly           | Bogotá, Medellín–JMC, Medellín–Olaya Herrera, Villavicencio                 |
| LATAM Colombia    | Bogotá, Medellín–JMC                                                        |
| Wingo             | Bogotá                                                                      |

## Forgalom
Az utasforgalom az elmúlt években az alábbi módon változott:
| Utasok száma | 497 249 | 575 175 | 626 533 | 857 818 | 988 959 | 1 381 135 | 1 533 648 | 1 794 603 | 620 198 | 2 656 011 |
|              | 2004    | 2006    | 2008    | 2010    | 2012    | 2014      | 2016      | 2018      | 2020    | 2022      |

## Kifutópályák
A repülőtér futópályái:
- 08/26 (2205 m, aszfalt)